# Rivière Bureau (rivière Mistassibi)
Pour les articles homonymes, voir Bureau.
La rivière Bureau est un affluent de la rivière Mistassibi, coulant dans le territoire non organisé de Rivière-Mistassini, dans la municipalité régionale de comté (MRC) de Maria-Chapdelaine, dans la région administrative de Saguenay–Lac-Saint-Jean, dans la province de Québec, au Canada. La partie supérieure de la rivière (soit en amont de l'embouchure dLac au Bidon) traverse la zec de la Rivière-aux-Rats,,.
La vallée de la rivière Bureau est surtout desservie par la route forestière R0255 pour les besoins de la foresterie et des activités récréotouristiques.
La foresterie constitue la principale activité économique du secteur ; les activités récréotouristiques, en second.
La surface de la rivière Bureau est habituellement gelée de la fin novembre au début avril, toutefois la circulation sécuritaire sur la glace se fait généralement de la mi-décembre à la fin mars.

## Géographie
Le cours de la rivière Bureau est située entre les rivières Mistassibi et rivière aux Rats.
Les principaux bassins versants voisins de la rivière Bureau sont :
- côté nord : Petit lac Touladi, rivière Mistassibi, rivière Mistassibi Nord-Est, rivière Mistassibi ;
- côté est : rivière Mistassibi, rivière Mistassibi Nord-Est, lac Pelletier, rivière Brûle-Neige ;
- côté sud : ruisseau Malfait, rivière Mistassibi, lac Malfait, lac Connelly ;
- côté ouest : Petit lac Jourdain, rivière Déception, ruisseau de la Cache, rivière aux Rats, ruisseau de la Cache[2].

La rivière Bureau prend sa source à l’embouchure au lac de la Grive (longueur : 0,5 km ; altitude : 535 m) dans le territoire non organisé de Rivière-Mistassini. L’embouchure du lac de tête est située à :
- 1,8 km au Sud du lac Touladi ;
- 1,8 km à l’Est d’une baie du Sud-Est du Grand lac Jourdain ;
- 6,6 km à l’Est du cours de la rivière aux Rats ;
- 4,5 km au Sud-Ouest de la route forestière R0255 ;
- 13,1 km au Sud-Ouest de la rivière Mistassibi ;
- 19,0 km au Nord-Ouest de la confluence de la rivière Bureau et de la rivière Mistassini[2].

À partir de sa source, la rivière Bureau coule sur 34,2 km vers le sud-ouest entièrement en zone forestière sur un dénivelé de 296 m, selon les segments suivants :
- 7,3 km vers le Sud-Est en traversant le lac de l'Incendie et le lac Langelier, jusqu’à un ruisseau (venant du Nord), puis vers le Sud jusqu’à un coude de rivière, correspondant à un ruisseau (venant du Sud-Ouest) ;
- 6,8 km vers le Sud en formant une courbe vers l’Est pour contourner une montagne et en recueillant la décharge (venant de l’Est) du lac de la Porcherie, jusqu’à la décharge (venant de l’Ouest) d’un ensemble de lacs ;
- 7,3 km vers le Sud en traversant le lac de la Laiterie, jusqu’à son embouchure. Note : ce lac reçoit la décharge (venant du Nord-Ouest) du lac Louis ;
- 1,4 km vers le Sud-Est, notamment en traversant sur 1,5 km le lac du Bidon (altitude : 307 m), jusqu’à son embouchure ;
- 5,6 km vers le Sud-Est jusqu’à un coude de rivière ;
- 5,8 km vers le Sud-Est en courbant légèrement vers l’Ouest et en coupant la route forestière R0255, jusqu’à son embouchure[2].

La rivière Bureau se déverse dans un coude de rivière sur la rive nord de la rivière Mistassibi. Cette confluence est située à :
- 5,1 km à l’Ouest du cours de la rivière Mistassibi Nord-Est ;
- 8,4 km au Nord du Grand lac de l’Enclume ;
- 9,4 km au Nord-Est du Lac de la Cache ;
- 15,1 km au Nord-Ouest de la confluence de la rivière Mistassibi Nord-Est et de la rivière Mistassibi ;
- 83,9 km en amont de la confluence de la rivière Mistassibi avec la rivière Mistassini ;
- 103,6 km au nord de l’embouchure de la rivière Mistassini (confluence avec le lac Saint-Jean) ;
- 114,9 km au nord-ouest de l’embouchure du lac Saint-Jean[5],[2].

À partir de l’embouchure de la rivière Bureau, le courant descend le cours de la rivière Mistassibi sur 115,7 km vers le Sud, le cours de la rivière Mistassini sur 24,6 km d’abord vers l’Est, puis vers le Sud-Ouest. À l’embouchure de cette dernière, le courant traverse le lac Saint-Jean sur 42,7 km vers l’est, puis emprunte le cours de la rivière Saguenay vers l’est sur 155 km jusqu'à la hauteur de Tadoussac où il conflue avec le fleuve Saint-Laurent.

## Toponymie
Le terme « Bureau » constitue un patronyme de famille d’origine française.
Le toponyme de « rivière Bureau » a été officialisé le 15 mai 1970 à la Banque des noms de lieux de la Commission de toponymie du Québec.